# 扯休乡
扯休乡（藏語：བྲག་མཇུག་），是中华人民共和国西藏自治区日喀则市萨迦县下辖的一个乡镇级行政单位。

## 行政区划
扯休乡下辖以下地区：
东纳村、扯休村、乃夏村、巴定村、生玛村、朗巴吉村、赛贵村、桑培村、乃村、陈村、吉雄村和岗坚村。